# Moritz Schreber
Daniel Gottlob Moritz Schreber (ur. 15 października 1808 w Lipsku, zm. 10 listopada 1861 tamże) – niemiecki lekarz.

## Życiorys
Od 1844 dyrektor sanatorium w Lipsku. Autor prac w których rekomendował systematyczne ćwiczenia fizyczne młodzieży miejskiej, zajmował się konsekwencjami społecznymi urbanizacji i zdrowiem dzieci. Postulował tworzenie specjalnych ogrodów, od jego nazwiska określanych jako Schrebergarten, w celu prawidłowego wychowywania dzieci. Jego synem był Daniel Paul Schreber.
Pracę Moritza Schrebera „Gimnastyka lecznicza pokojowa” przetłumaczył na język polski (1893) i propagował Rafał Radziwiłłowicz, znany polski psychiatra, społecznik i pozytywista.

## Prace
- Die Eigenthümlichkeiten des kindlichen Organismus im gesunden und kranken Zustande (1839)
- Der Hausfreund als Erzieher und Führer zu Familienglück und Menschenveredelung (1861)
- Die ärztliche Zimmergymnastik (1855); dies wurde zum Bestseller
- Kallipädie oder Erziehung zur Schönheit durch naturgetreue und gleichmässige Förderung normaler Körperbildung, lebenstüchtiger Gesundheit und geistiger Veredelung und insbesondere durch möglichste Benutzung specieller Erziehungsmittel (Leipzig, 1858)